# Enneapogon cenchroides
Enneapogon cenchroides là một loài thực vật có hoa trong họ Hòa thảo. Loài này được (Licht. ex Roem. & Schult.) C.E.Hubb. mô tả khoa học đầu tiên năm 1934.